# Rinorea guianensis
Espèce
Synonymes
- Alsodeia castaneifolia (A. St.-Hil.) Spreng.
- Alsodeia floribunda Moric.
- Alsodeia guianensis var. parviflora Eichler
- Alsodeia rinorea Spreng.
- Conohoria rinorea A. St.-Hil.[2]

Rinorea guianensis est une espèce de plantes à fleurs de la famille des Violaceae.
C'est un arbre connu au Brésil, Ajará, Can(n)elha de Jacamin (Pará), Aquariquara(na) (Amazonas, Pará), Amarelinho (Amazonas), Cinzeiro (Bahia), Imbiribatan (Pernambuco), Pau de Gamba (Guanabara, Rio de Janeiro).

## Description
Rinorea guianensis est un arbre ou petit arbre atteignant 2 à 20 m de haut. Les rameaux sont apprimés pubérulents à strigilleux, devenant glabrescents avec l'âge.
Les feuilles sont simples, alternes, avec des pétioles peu pileux devenant ensuite glabrescents, longs de 3-15 mm.
Les stipules mesurent 2-13 x 1 mm, sont caduques, de forme étroitement ovale à deltoïde, acuminés, striés, pileux le long de la nervure médiane, à marges ciliolées.
Le limbe mesure (3,5-)4,5-19 x (1-)2,5-9,25 cm, est coriace à papyracée, glabre des deux côtés, de forme (étroitement) elliptique à obovale, acuminé à cuspidé, à base arrondie à cunéiforme, à marge (sub)serr(ul)ate, (sub)cren(ul)ate ou subentière.
L'apex est subobtus à subaigu, mucronulé, avec un acumen est long de 0,5-1,5(-2,75) cm.
La nervure est complètement glabres à strigilleux près de la base sur les deux faces.
On compte (8-)9-13(-16) paires de nervures  latérales (hors acumen).
La nervation tertiaire est réticulée (parfois scalariforme).
L'inflorescence mesurant (3-)4-15,5 x 1,5-8 cm, est axillaire, latérale et subterminale, solitaire ou souvent accompagnée d'une ou deux inflorescences nettement plus petites, thyrsoïde à (1-)3-9 cymules, parfois accompagnées de 2-12 fleurs juvéniles ou immatures.
L'axe principal est pubérulent à hirtelleux doré.
Les pédoncules communs sont pubérulents à hirteleux, longs de 2-12,5 mm.
Les pédicelles sont longs de 1,5 à 7,5 mm, articulés en dessous du milieu, pubérulents à hirtelleux.
Les bractéoles subopposés (0,25-1,25 x 0,25-1 mm) et les bractées (0,5-1,5 x 0,5-1 mm) sont caduques, de forme ovale à deltoïde, subobtuses à subaiguës, pubérulentes le long de la partie médiane, ciliolées.
Les boutons floraux sont étroits, à (sub)aigus.
Les fleurs sont pendantes, parfumées, de couleur crème à blanc jaunâtre.
Les sépales mesurent (1-)1,5-2,75 x 1-1,75 mm, et sont subégaux, de forme ovale, herbacés, charnus à leur base, avec des poils apprimés jaunâtres le long de la partie médiane abaxiale et parfois aussi adaxiale, à 1-5 nervures, ciliolés, à apex obtus, mucronulé.
Les pétales mesurent 3,5-5,5 x 1,25-1,75 mm, et sont de forme étroitement ovales, herbacés, avec des poils apprimés jaunâtres à glabrescents sur la face abaxiale et à l'apex adaxial, marge parfois légèrement ciliolée, et obtus à l'apex.
Les  étamines sont longues de 3-4,5(-5) mm.
Les filets et les glandes dorsales sont fusionnés en un tube charnu, pileux apprimé à glabre, long de 0,2-0,75 mm, (un filet parfois libre dans sa partie distale).
Les glandes dorsales sont charnues, glabres, parfois différenciées, adnées au tube, de forme deltoïdes.
Les anthères mesurent 1-1,75 x 0,6-1 mm, et sont de forme étroitement ovoïdes, obtuses à l'apex, ornées de 1-2 pointes mesurant 0,1-1 x 0,1-0,2 mm.
Le connectif mesure 0,75-1,75 x 0,25-0,75 mm, est extérieurement de forme étroitement deltoïde à ovale, aiguë à subobtuse, généralement glabre, portant parfois 1-4 poils.
Les écailles latérales et apicales du connectif, sont étroitement ovales à deltoïdes, mesurant 2,5-3,5(-4) x 0,75-1 mm, scarieuses, de couleur brun orangé, à marge subentière à la base, subobtus et subereux à l'apex.
L'ovaire mesure 0,75-2 x 0,5-1 mm, est subglobuleux, subconique ou trapézoïdal, pubérulent jaunâtre à strigilleux, avec un seul ovule par placenta.
Le style est long de 2,5-3,5 mm (dépassant les étamines de 0-0,5(-0,75) mm), filiforme, dressé ou légèrement sigmoïde et pileux à la base, avec un stigmate tronqué, obtus.
Le fruit est une capsule asymétrique, de forme légèrement oblique, ellipsoïde, acuminée, coriace à subligneuse, de couleur verdâtre à l'état frais, densément pubérulente jaunâtre à strigilleuse, sous-tendue par des pièces florales subpersistantes.
On compte 3 valves, inégales, la plus grande mesurant 7-10 x 4-5 mm, et les deux plus petites de 4-5 x 1,5-3 mm.
On compte 1 graines par valve, globuleuse, glabre, brillante, mesurant environ 2 mm de diamètre.

## Répartition
Rinorea guianensis est présent de l'Amazonie (Brésil, Pérou) à la Guyane adjacente, mais aussi dans deux zones disjointes : le sud-est du Brésil (refuges forestiers du Pernambouc, Bahia, Rio de Janeiro et la zone entre Rio de Janeiro et Brasilia-Araguia) et la Cordillère côtière du Venezuela (dont Rancho Grande).
Cette fragmentation est probablement liée à un changement climatique d'un climat plus chaud et humide à un type plus frais et plus sec depuis le début du Tertiaire, au soulèvement progressif de la Cordillère depuis le Pliocène, et possiblement aux influences humaines.

## Écologie
Rinorea guianensis est présent dans les sous-bois des forêts humides anciennes, secondaires et perturbées, de terre ferme ou périodiquement inondées, autour de 0 à 425 m. Il est commun le long des rivières et des ruisseaux, sur des sols sablonneux à argileux. Il fleurit et fructifie probablement tout au long de l'année.
La dynamaique des populations de Rinorea guianensis a été étudiée,.

## Utilisation
Compte tenu des propriétés chimiques et énergétiques du bois de Rinorea guianensis, il présente un intérêt pour la production de charbon de bois et de bois de feu.

## Histoire naturelle
En 1775, le botaniste Aublet propose la diagnose suivante : 
« RINOREA (Guianenſis). (Tabula 93.)

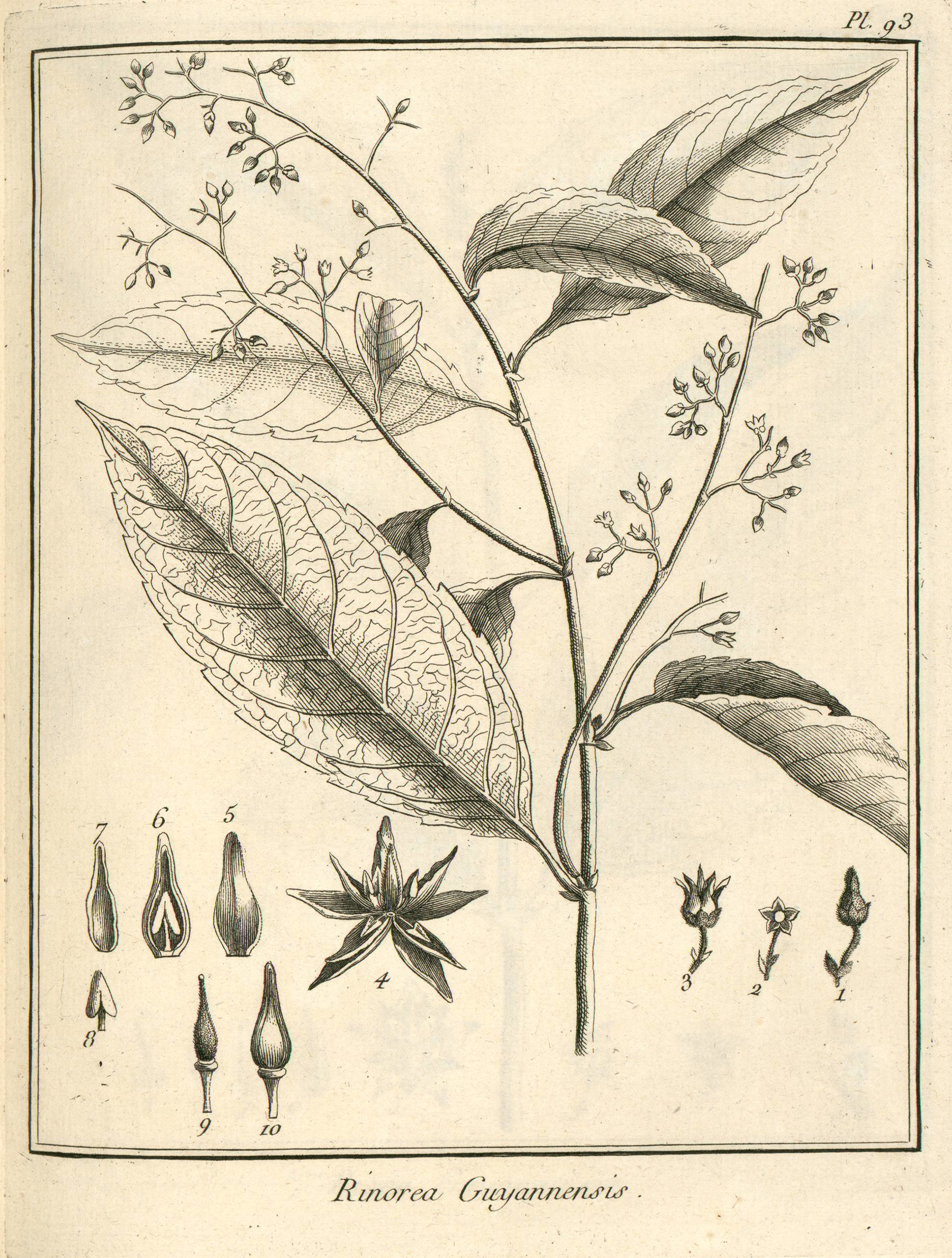
Rinorea guianensis (Pl. 93) d'après Aublet, 1775 (On a repréſenté un rameau avec des feuilles de grandeur naturelle, & l'on a groſſi toutes les parties de la fleur. - 1. Bouton de fleur. Pédoncule garni de deux écailles. - 2. Calice. Diſque. - 3. Fleur épanouie. - 4. Fleur ouverte. - 5. Pétale. - 6. Pétale. Étamine. - 7. Feuillet de l'étamine. - 8. étamine. - 9. Diſque. Style. Stigmate. Ovaire. - 10. Piſtil enveloppe de cinq feuillets.)

Arbor mediocris, trunco ſex aut leptem-pedali, ad ſummitatem plurimos ramos rectos emittente ; ramuli alterni. Folia alterna, ovato-oblonga, acuta, dentata, glabra, petiolaca, ſtipulata, stipulis brevibus, deciduis. Flores racemoſi, axillares & terminales ; ſingulus flos pedunculo brevi inſidet, ad baſim duabus ſquamulis munito. 
Corolla alba. 
Florebat Januario. 

Habitat in locis cultis territorii Caux. »

« LE RINORE de la Guiane. (PLANCHE 93).
Cet arbre eſt de moyenne grandeur : ſon tronc s'élève a ſix ou ſept pieds, ſur huit pouces de diamètre. Son écorce eſt liſſe & griſâtre. Son bois eſt blanc, peu compacte. Il pouſſe à ſon ſommet des branches droites, chargées de rameaux alternes, grêles & caſſants. 
Les branches & les rameaux ſont garnis de feuilles alternes, grêles & caſſantes, vertes, liſſes, dentelées, ovales, terminées par une longue pointe. Leur pédicule eſt court, convexe en deſſous, creuſé en gouttière en deſſus ; il eſt accompagné de deux stipules qui tombent. De l'aiſſelle des feuilles & de l'extrémité des rameaux naiſſent des grappes de fleurs dont les branches ſont alternes & rameuſes ; le pédoncule de chaque fleur eſt garni vers ſa baſe de deux petites écailles. 
Le calice eſt à cinq pétales blanchâtres, larges a leur origine, & plus étroits vers leur extrémité : ils ſont attachés autour d'un diſque qui couvre le fond du calice. Sur chacun de ces pétales eſt un feuillet long, concave, de même couleur. 
Les étamines ſont au nombre de cinq, attachées au bas du feuillet, & logées dans la cavité. Leur filet rait corps avec 1'anthère, qui s'ouvre du bas en haut en deux valves. 
Le piſtil eſt un ovaire arrondi, velu, ſurmonté d'un style blanc, velu, termine par un stigmate mouſſe, arrondi. 
Je n'ai pas vu l'ovaire en maturité. 
Les fleurs de cet arbriſſeau ne s'épanouiſſent jamais entièrement. Les pétales s'entr'ouvrent ſeulement. 
J'ai trouvé cet arbre dans des terreins défrichés du quartier de Caux. Il étoit en fleur au mois de Janvier. »

— Fusée-Aublet, 1775